# Camp Manatoc Legion Lodge
 (octobre 2020).
Le Camp Manatoc Legion Lodge est un bâtiment américain du comté de Summit, dans l'Ohio. Construit dans un style rustique en 1940, il est inscrit au Registre national des lieux historiques depuis le 2 janvier 1997. Il est protégé au sein du parc national de Cuyahoga Valley depuis la création de ce dernier en 2000.